# Willem Smalt (musicus)
Willem Smalt (Rotterdam, 23 april 1888 - Amsterdam, 4 april 1950) was een Nederlands pianist en muziekpedagoog.

## Familie
Hij was zoon van Anna Catharina Koch en schrijver/journalist Willem Smalt, zoon van Johannes Reinier Smalt, promotor van klassieke muziek in Rotterdam. Hijzelf was vanaf 1920 getrouwd met Jeannette ten Noever de Brauw. Voor zover bekend kreeg het echtpaar vijf kinderen.  Zoon Jan Smalt werd eveneens musicus. Dochter Johanna Jeannette (Hans) Smalt was kortstondig fluitiste en trouwde met fluitist Johan Feltkamp; dochter Anna Marie Smalt werd tweede vrouw van Luctor Ponse.

## Muziek
Hij kreeg zijn opleiding aan het Conservatorium van Keulen en zou daar ook hebben lesgegeven. In 1917 werd hij aangesteld als docent  piano aan de Muziekschool van de Maatschappij tot Bevordering der Toonkunst van Ulfert Schults, vanaf 1942 was hij hoofddocent piano aan Conservatorium van Amsterdam.
Hij overleed vlak voordat zijn leerling Jo Dusseldorp in oktober 1950 een prix d'excellence piano won.
Hij werd begraven op Begraafplaats Buitenveldert.